# (30443) Stieltjes
(30443) Stieltjes est un astéroïde de la ceinture principale.

## Description
(30443) Stieltjes est un astéroïde de la ceinture principale. Il fut découvert le 3 juillet 2000 à Prescott (Arizona) par Paul G. Comba. Il présente une orbite caractérisée par un demi-grand axe de 2,64 UA, une excentricité de 0,03 et une inclinaison de 6,9° par rapport à l'écliptique.

## Compléments